# Landser (banda)
Landser foi uma banda neo-nazista do gênero Rock Against Communism. Landser, em alemão, significa, coloquialmente, "soldado".
A banda, originalmente chamada Endlösung (Solução final), formada em 1991 em Berlim, não tinha objetivos políticos e tocava covers de músicas em inglês e em alemão. A banda passou a chamar Landser em 1992, com o ingresso do vocalista e guitarrista Michael Regener, fundador de um grupo neonazista em 1982, em Berlim Leste, na República Democrática Alemã, chamado Die Vandalen - Ariogermanische Kampfgemeinschaft.
Entre 1997 e 2001, a banda Landser gravou suas músicas no exterior e distribuiu os CDs ilegalmente na Alemanha, onde existem leis rigorosas de repressão ao neonazismo, na forma de contrabando. Os CDs eram manufaturados nos Estados Unidos, Canadá e Leste Europeu. As músicas também foram distribuídas através da Internet em redes P2P dos Estados Unidos, Reino Unido e Leste Europeu.
Michael Regener, vocalista e guitarrista da banda Landser, conhecido pelo pseudônimo "Lunikoff", foi condenado, em 2003, a três anos e quatro meses de detenção, e começou a cumprir pena em abril de 2005, por fazer parte de uma organização criminosa. Atualmente Michael Regener é vocalista da banda Die Lunikoff Verschwörung.

## Discografia
- Das Reich kommt wieder (1992)
- Republik der Strolche (1995)
- Rock gegen Oben (1997)
- Ran an den Feind (2000)
- Endlösung - Final Solution (2001) — compilação das músicas gravadas quando a banda chamava Endlösung
- Rock gegen ZOG - hepp-hepp! ...und noch einmal (2002)
- Tanzorchester Immervoll... jetzt erst recht (2002)

## Membros

### Formação final (Landser)
- Michael Regener (Lunikoff) — voz e guitarra (1992-2003)
- André Möhricke — baixo (1995-2003)
- Christian Wenndorff — bateria (1997-2003)

### Formação original (Endlösung)
- Sören B. — voz e guitarra (1991-1992)
- Andreas L. — baixo (1991-1995)
- Horst S. — bateria (1991-1997)